# M15 (Bosnien und Herzegowina)
Die M15 (kroatisch/bosnisch Magistralna cesta bzw. serbisch Магистрални пут/Magistralni put) ist eine Magistralstraße in Bosnien und Herzegowina. Sie führt von Kozarska Dubica über Prijedor, Ključ, Mrkonjić Grad, Glamoč und Livno nach Tomislavgrad und Posušje zur M6.1.